# Tadeusz Wiejowski
Tadeusz Wiejowski (4. května 1914, Kołaczyce, Polsko – 1941) byl vězeň koncentračního tábora Auschwitz-Birkenau. Byl první osobou, které se podařilo z tohoto tábora utéct.
Tadeusz Wiejowski byl povoláním švec. Do tábora se dostal 14. června 1940 v prvním transportu polských vězňů vypraveném z vězení v Tarnově. Bylo mu přiděleno vězeňské číslo 220. Utekl 6. srpna 1940 za pomoci polských civilních pracovníků, kteří pracovali v táboře jako elektrikáři (Bolesław Bicz, Emil Kowalowski, Stanisław Mrzygłód, Józef Muszyński, Józef Patek – čtyři z nich byli členy polské odbojové organizace Związek Walki Zbrojnej (Svaz ozbrojeného boje). Wiejowski se oblékl do oblečení jednoho z nich, vyšel spolu s nimi a v nákladním vlaku se dostal z dosahu tábora.
Útěk vyšel najevo při večerním sčítání vězňů. Byl nařízen trestný apel a vězňové na něm měli stát dokud se uprchlík nenajde. Tento nejdelší apel trval až do 14 hodiny následujícího dne, celkem tedy 20 hodin. Zemřel při něm polský Žid Dawid Wongczewski, který se tak stal zároveň první obětí tábora.
8. srpna byli na základě vyšetřování táborového gestapa zatčeni polští elektrikáři, kteří se na útěku Wiejowského podíleli. Byli brutálně vyslýcháni a odsouzeni k trestu smrti, který byl následně změněn na trest zmrskání a uvěznění v táboře. Osvobození se z nich dožil pouze Bolesław Bicz.
Tadeusz Wiejowski se po útěku skrýval v rodné obci. Na podzim roku 1941 byl však znovu zatčen a uvězněn v obci Jasło. Později byl zastřelen v jedné z místních nečinných naftových šachet.